# Alambre
 (juillet 2017).
L’alambre est un plat mexicain populaire composé de boeuf grillé garni de bacon haché, poivrons, oignons, fromage, sauce et avocat,. Il est généralement servi avec des tortillas à base de farine de maïs ou de blé. L'ingrédient le plus commun est le bœuf, mais d'autres types de viande comme le poulet ou le porc sont également utilisés. Quelques recettes utilisent également du jambon haché ou du chorizo à la place du bacon.
Les alambres sont très populaires dans de nombreuses parties du Mexique, en particulier à Mexico et Oaxaca, et parmi les Mexicains-Américains à travers les États-Unis.

## Étymologie

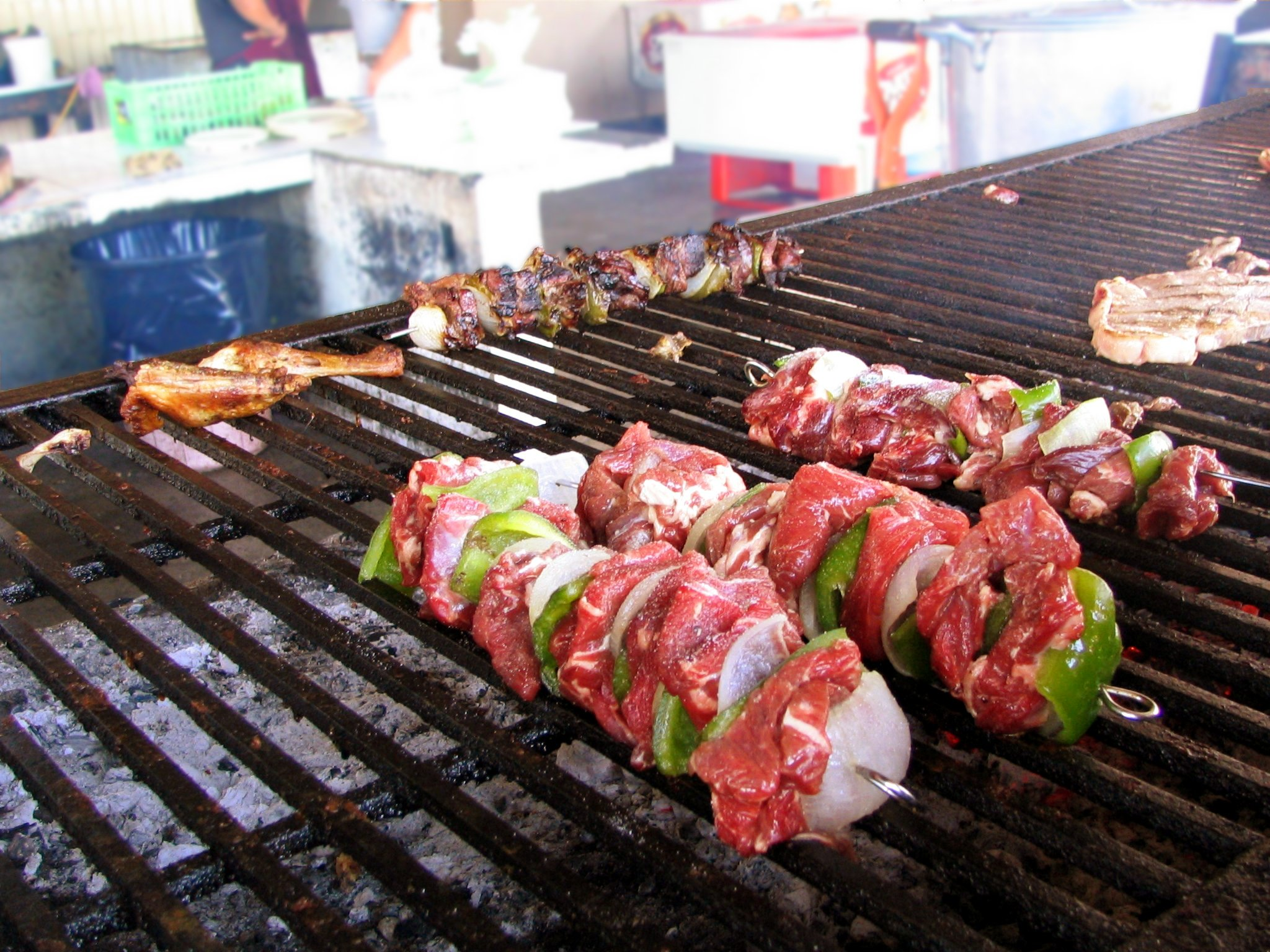
Alambres en brochettes sur le barbecue.

Le nom alambre signifie littéralement « fil métallique » en espagnol. Il est communément admis que le nom fait référence à la brochette qui lie les ingrédients pendant la cuisson, bien qu'ils ne soient pas toujours cuits ainsi,.